# Ciklična spojina
Ciklična spojina (obročna spojina) je izraz za kemijsko spojino, v kateri je en del ali več delov atomov povezanih tako, da tvorijo obroč. Obroči se lahko razlikujejo po velikosti od treh do številnih atomov in vključujejo primere, kjer so povezani samo atomi ogljika (t. i. alicikli), noben atom ogljika (anorganske ciklične spojine) ali pa so prisotni tako atomi ogljika kot atomi drugih elementov (heterociklične spojine). Glede na velikost obroča, red vezi posameznih povezav med atomi v obroču in njihove razporeditve v obroču so lahko aliciklične in heterociklične spojine bodisi aromatske bodisi nearomatske. V slednjem primeru so lahko popolnoma nasičene ali pa imajo različno število multiplih vezi med atomi v obroču. Zaradi ogromne dopuščene raznolikosti v kombinaciji z valenco skupnih atomov in njihove sposobnosti tvorjenja obročev je število možnih cikličnih struktur, celo majhnih velikosti (npr. < 17 atomov), več milijardno.
- Primeri cikličnih spojin: karbociklične in pa kompleksnejše naravne ciklične spojine
- Ingenol, kompleksni naravni terpenoidni produkt, ki prikazuje kompleksno obročno strukturo 3-, 5- in 7-členskih cikličnih nearomatskih karbocikličnih obročev.
- Cikloalkani, najenostavnejši karboickli, vključno s ciklopropanom, ciklobutanom, ciklopentanom in cikloheksanom.
- Paklitaksel, še en naravni terpenoid rastlinskega izvora, ki izkazuje kompleksno večobročno strukturo s 4-, 6- in 8-členskimi obroči (karbocikličnih in heterocikličnih ter aromatskih in nearomatskih).

Poleg kompleksnosti in števila atomov lahko njihova sklenitev v obroče zaobjame določene atome z različnimi substituenti (glede na funkcionalno skupino) tako, da se pojavita stereokemija in kiralnost spojine, vključno z nekaterimi pojavi, ki so edinstveni za obročne sisteme (npr. konfiguracijska izomerija). Hkrati se lahko glede na velikost obroča – po navadi iz 5 ali več atomov – tridimenzionalne oblike določenih cikličnih struktur razlikujejo in prepletajo tako, da pride do pojava konformacijske izomerije. Pravzaprav se je razvoj tega pomembnega kemijskega koncepta v preteklosti začel ravno v povezavi s cikličnimi spojinami. Ciklične spojine zaradi svojih edinstvenih oblik, reaktivnosti, lastnosti in bioaktivnosti, ki jih zajemajo, predstavljajo največji delež vseh molekul, ki sodelujejo v biokemiji, strukturi in funkciji živih organizmov ter umetnih molekul (npr. droge, herbicidi itd.).